# Гагаринский район (Москва)

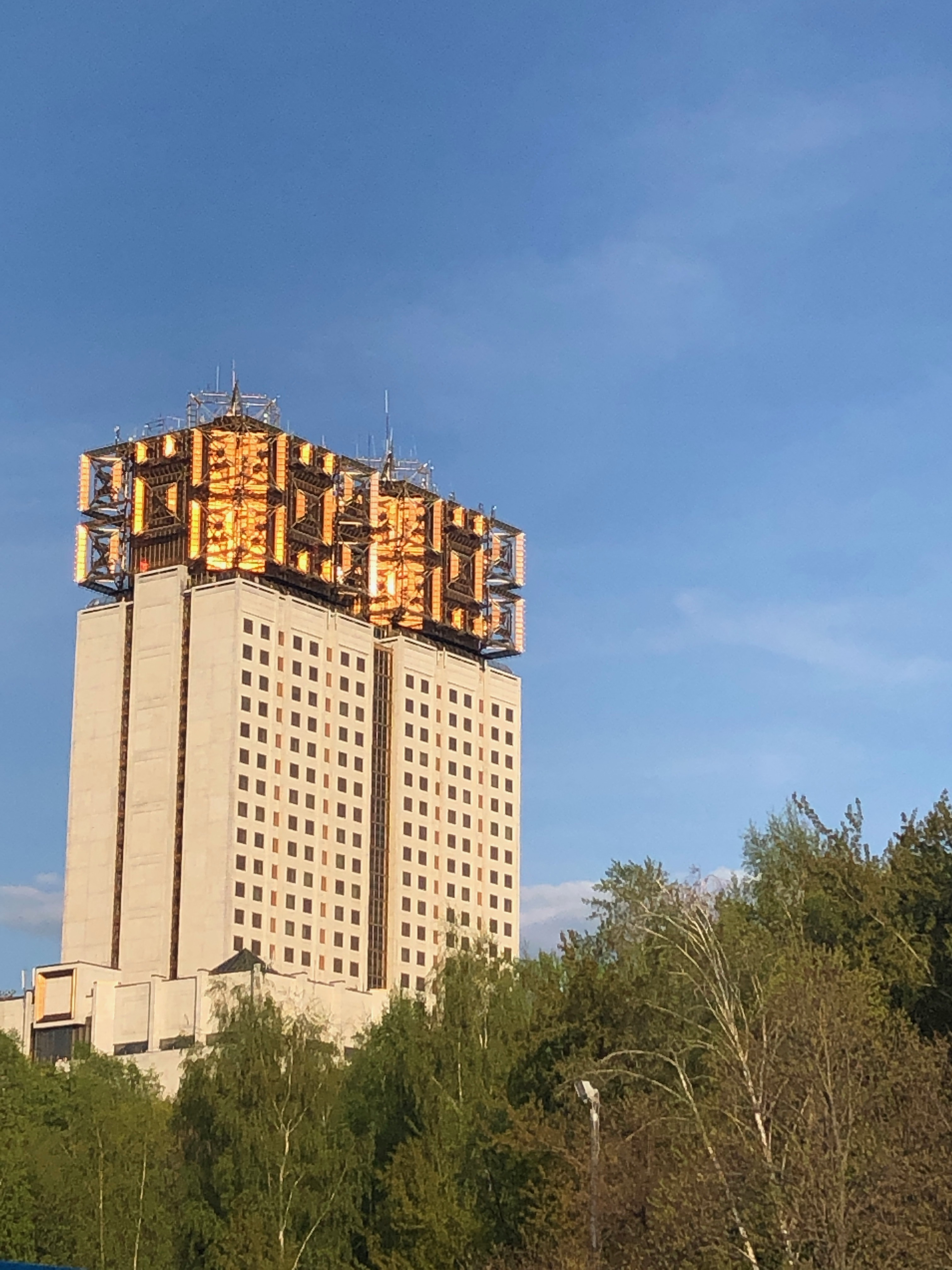
Здание Президиума РАН

Гага́ринский райо́н — район в Москве, расположенный в Юго-Западном административном округе. Району соответствует внутригородское муниципальное образование муниципальный округ Гагаринский. На месте района ранее располагалась Живодёрная слобода, частично также село Семёновское.

## Характеристика района
Площадь территории района — 549,91 га. Площадь жилого фонда района по данным на 2010 год составила 2,0953 млн м².
Согласно Закону города Москвы «О территориальном делении города Москвы», «граница Гагаринского района проходит по оси ул. Панферова, далее по осям: ул. Строителей, проспекта Вернадского, р. Москвы, северо-восточной границе полосы отвода Малого кольца МЖД, оси ул. Вавилова до ул. Панфёрова». С севера Гагаринский район граничит с районами «Якиманка» ЦАО и «Донской» ЮАО (по кольцевой железной дороге), на юге — «Ломоносовским» районом (по улицам Панфёрова и Строителей), на западе (по просп. Вернадского) — с районом «Раменки» и территориями окружного подчинения ЗАО. Район вытянут в меридиональном направлении вдоль Ленинского проспекта, являющимся главной магистралью юга столицы.
Территория района имеет ярко выраженное функциональное зонирование. Кварталы между Ленинским проспектом, улицами Вавилова, Губкина и проспектом 60-летия Октября, в основном, заняты научно-исследовательскими институтами РАН. Такую же функцию имеет и восточная часть квартала между улицей Косыгина и набережной Москвы-реки. Основная часть территории района занята жилой застройкой, на крупных улицах и проспектах — с многочисленными предприятиями торговли, общественного питания и службы быта в первых этажах, а в некоторых случаях — в отдельных зданиях (универмаг — «Москва», «Черёмушкинский рынок»). Наконец, участок по нечётной стороне проспекта Вернадского от набережной до Университетского проспекта, где расположены Дом научно-технического творчества детей и юношества. Детский музыкальный театр и Цирк, представляет собой крупную рекреационную зону общегородского значения.

## Население
| 2002    | 2010    | 2012    | 2013    | 2014    | 2015    | 2016    |
| ------- | ------- | ------- | ------- | ------- | ------- | ------- |
| 72 072  | ↗76 672 | ↗77 379 | ↗77 894 | ↗78 391 | ↗78 407 | ↗78 973 |
| 2017    | 2018    | 2019    | 2020    | 2021    | 2023    | 2024    |
| ↘78 840 | ↗80 582 | ↗81 877 | ↗81 967 | ↘81 021 | ↘80 987 | ↘80 493 |

### Национальный состав
По итогам переписи населения 2020 года проживали следующие национальности (национальности менее 0,1 % и другое, см. в сноске к строке «Другие»):
| Национальность | Численность, чел. | Доля     |
| -------------- | ----------------- | -------- |
| Русские        | 58 300            | 71,96 %  |
| Армяне         | 673               | 0,83 %   |
| Татары         | 458               | 0,57 %   |
| Евреи          | 398               | 0,49 %   |
| Украинцы       | 215               | 0,27 %   |
| Узбеки         | 214               | 0,26 %   |
| Грузины        | 210               | 0,26 %   |
| Чеченцы        | 130               | 0,16 %   |
| Азербайджанцы  | 127               | 0,16 %   |
| Другие         | 20 296            | 25,04 %  |
| Итого          | 81 021            | 100,00 % |

## Инфраструктура
На территории района расположено 13 общеобразовательных школ, 20 детских садов, 4 взрослых поликлиники (№ 6, № 53, № 95, № 110), детская поликлиника № 41, 2 стоматологических поликлиники (№ 7, № 44 — детская).
Кроме того, на территории района расположено Федеральное государственное автономное учреждение «Национальный медицинский исследовательский центр здоровья детей» Министерства здравоохранения Российской Федерации.
В Гагаринском районе располагается одно из зданий сталинской архитектуры — дом № 14 или «Дом преподавателей МГУ».
Дворец творчества детей и юношества включает 11 корпусов, объединённых сквозных проходом и многочисленными выходами на окружающие газоны. Во дворце свыше 1,5 тысячи объединений, кружков, секций, в которых занимается более 18 тысяч учащихся в возрасте от 6 до 18 лет.
Государственный цирк на проспекте Вернадского — крупнейший в мире стационарный цирк на 3300 мест.

## Транспорт
На территории района располагаются по одному вестибюлю следующих станций Московского метрополитена: «Ленинский проспект», «Университет» и «Воробьёвы горы».
Трамваи: 14, 26, 39 (по Ломоносовскому проспекту и улице Вавилова).
Железнодорожный транспорт: по территории района частично проходит Московское центральное кольцо (МЦК) и расположена станция Площадь Гагарина.

## Парки, скверы и общественные пространства

#### Парк 40-летия ВЛКСМ
Парк создан в 1958 году на месте пустыря в новом районе, сформированном возле Московского университета.Парк является природным продолжением территории Дворца пионеров, построенного в эти же годы. В 1979 году в центральной части парка было построено здание детского музыкального театра им. Н. И. Сац. Территория перед театром включает обширную площадь с цветниками, скульптурой и двумя фонтанами. Фонтаны «Бегущая по волнам» и «Музы» с круглой чашей расположены в парковой зоне перед театром. В 2019 году фонтан «Бегущая по волнам» в рамках реализации программы мэра Москвы «Мой район» был реконструирован.

#### Андреевская набережная
Набережная Москвы-реки в Гагаринском районе Юго-Западного административного округа Москвы. Расположена между Андреевским мостом и Лужнецким метромостом, или между Пушкинской и Воробьёвской набережными. Работы на территории начались в июне 2017 года. Площадь тротуаров здесь увеличилась почти на треть. Всего на Андреевской набережной два яруса. Вдоль всего прогулочного пространства установлены цветники, клумбы и фонари с энергосберегающими лампами.

#### Многофункциональный спортивный кластер «Пионер»
Спортивный объект открылся в 2017 году.Площадь составила 0,9 га. Здесь расположены площадки для футбола, мини-футбола, гандбола, баскетбола, волейбола, а также реабилитационная площадка для инвалидов, скейт-площадка и площадка с динамическим оборудованием. В северной части стадиона находится площадка для игры в городки, а рядом — поле для больших шахмат и пункт проката спортивного инвентаря. Территория оборудована зонами воркаута и дорожками для бега. Для детей были установлены батуты и спортивно-игровая площадка.

## Религия
На территории района находятся храмы бывшего Андреевского монастыря, входящие в состав Андреевского благочиния Московской городской епархии Русской православной церкви: церковь Андрея Стратилата, собор Воскресения Словущего, церковь Иоанна Богослова.

## Совет депутатов
На состоявшихся 10 сентября 2017 года выборах в Совет депутатов района Гагаринский победила партия Яблоко, её представителям достались все 12 мандатов.
Главой Совета депутатов избрана член регионального совета московского отделения партии Яблоко Елена Леонидовна Русакова — единственный депутат прошлого созыва, переизбравшийся в Совет.
В выборах в Гагаринском районе от партии Единая Россия принимал участие народный артист СССР Армен Джигарханян, однако он не смог получить мандат депутата заняв 5 место в трёхмандатном избирательном округе № 4.
На территории района зарегистрирован президент России Владимир Путин, он голосовал на муниципальных выборах на участке № 2151. Участок приписан к избирательному округу № 2, все мандаты в этом округе получили представители партии Яблоко. Вскоре после выборов была уволена глава Управы Гагаринского района